# Maria de Gaeta
Maria de Gaeta (n. cca. 1020), a fost fiică a principelui Pandulf al IV-lea de Capua și a Mariei.
Dinainte de anul 1038, Maria a fost căsătorită cu Atenulf, conte longobard de Aquino, în vreme ce sora ei (al cărei nume nu se cunoaște) s-a măritat cu fratele lui Atenulf, Lando. Potrivit cronicarului Amato de Montecassino, Atenulf fusese sprijinit de către Pandulf al IV-lea în a prelua Ducatul de Gaeta de la contele Asclettin de Aversa, la moartea normandului Rainulf Drengot din 1045.
Fiul mai mare al Mariei a fost logodit cu o fiică a principalului normand de Capua, Richard Drengot în 1058, însă a murit cu puțin înainte ca mariajul să fie încheiat. Cu toate aceasta, Richard I a obținut așa-numitul morgengab (zestrea), iar Gaeta a devenit posesiune a Principatului de Capua.
Ca senatrix și ducissa de Gaeta, Maria a guvernat ca regent pentru fiul ei cu Atenulf I, Atenulf al II-lea, după moartea soțului ei din 2 februarie 1062. La 1 iunie, a fost confirmat un pact între Maria și conții de Traietto, Maranola și Suio. Alianța prevedea interdicția de a se încheia orice fel de pact cu normanzii și se jura protejarea teritoriului ducatului de Gaeta. Tratatul a fost finalizat la Traietto și urma să aibă valabilitate de un an. Această ligă s-a dovedit a avea succes în ceea ce privește preîntâmpinarea tendințelor lui Richard de Capua de a-și extinde cuceririle pe parcursul acelui an. Cu toate acestea, Richard a reușit să negocieze cu îndemânare astfel încât să prevină reînnoirea acestei alianțte pentru încă un an, așa încât la 28 iunie 1063, a reușit să intre în posesia Gaetei.
Maria s-a aliat din nou în vederea unei revolte comune antinormande, la sfârșitul lui 1064, cu conții de Traietto și Aquino, cu fiii săi Lando și mai sus menționatul Atenulf, ca și cu Guillaume de Montreuil, care își repudiase soția pentru a se căsători chiar cu Maria. În februarie 1065, răsculații au fost înfrânți de către Richard Drangut de Capua, iar Maria și Guillaume au fost expulzați din Gaeta. Richard s-a oferit să o compenseze pe Maria prin căsătoria ei cu fiul său, Iordan.